# Di-ethyloxalaat
Di-ethyloxalaat is een organische verbinding met als brutoformule C6H10O4. Het is de di-ethylester van oxaalzuur. De stof komt voor als een kleurloze vloeistof.

## Synthese
Di-ethyloxalaat wordt geproduceerd met de standaard veresteringsprocedure, namelijk de reactie van oxaalzuur met ethanol.

## Eigenschappen
Het is een kleurloze vloeistof met een aromatische geur. Wanneer ze in contact komt met water ontleedt ze in oxaalzuur en ethanol.

## Toepassingen
Di-ethyloxalaat wordt vooral gebruikt als reagens voor de synthese van andere stoffen, in het bijzonder van geneesmiddelen, landbouwchemicaliën en kleurstoffen. Een voorbeeld is de synthese van fenobarbital.
De katalytische hydrogenering van di-ethyloxalaat levert ethyleenglycol.
Di-ethyloxalaat wordt ook gebruikt als oplosmiddel, bijvoorbeeld van pesticiden in emulsieconcentraten.